# Koniuchy (gmina Podbrzezie)
Koniuchy (lit. Kaniūkai) – wieś na Litwie, w okręgu wileńskim, w rejonie wileńskim, w gminie Podbrzezie.

## Historia
Pod zaborami zaścianek; w II Rzeczypospolitej zaścianek, majątek ziemski i gajówka. W XIX i w początkach XX w. położone były w Rosji, w guberni wileńskiej, w powiecie wileńskim. Po I wojnie światowej pod administracją polską, w Zarządzie Cywilnym Ziem Wschodnich. W latach 1920–1922 w składzie Litwy Środkowej.
Od 11 kwietnia 1922 leżały w Polsce, w województwie wileńskim, w powiecie wileńsko-trockim, w gminie Podbrzezie. W 1931 miejscowość liczyła:
- gajówka Koniuchy – 6 mieszkańców, zamieszkałych w 1 budynku,
- majątek Koniuchy – 45 mieszkańców, zamieszkałych w 4 budynkach,
- zaścianek Koniuchy – 10 mieszkańców, zamieszkałych w 2 budynkach[3].

Po II wojnie światowej w granicach Związku Sowieckiego. Od 1991 na niepodległej Litwie.